# Myron Selznick
Myron Selznick (Pittsburgh, 2 ottobre 1898 – Santa Monica, 23 marzo 1944) è stato un produttore cinematografico statunitense.

## Vita e carriera

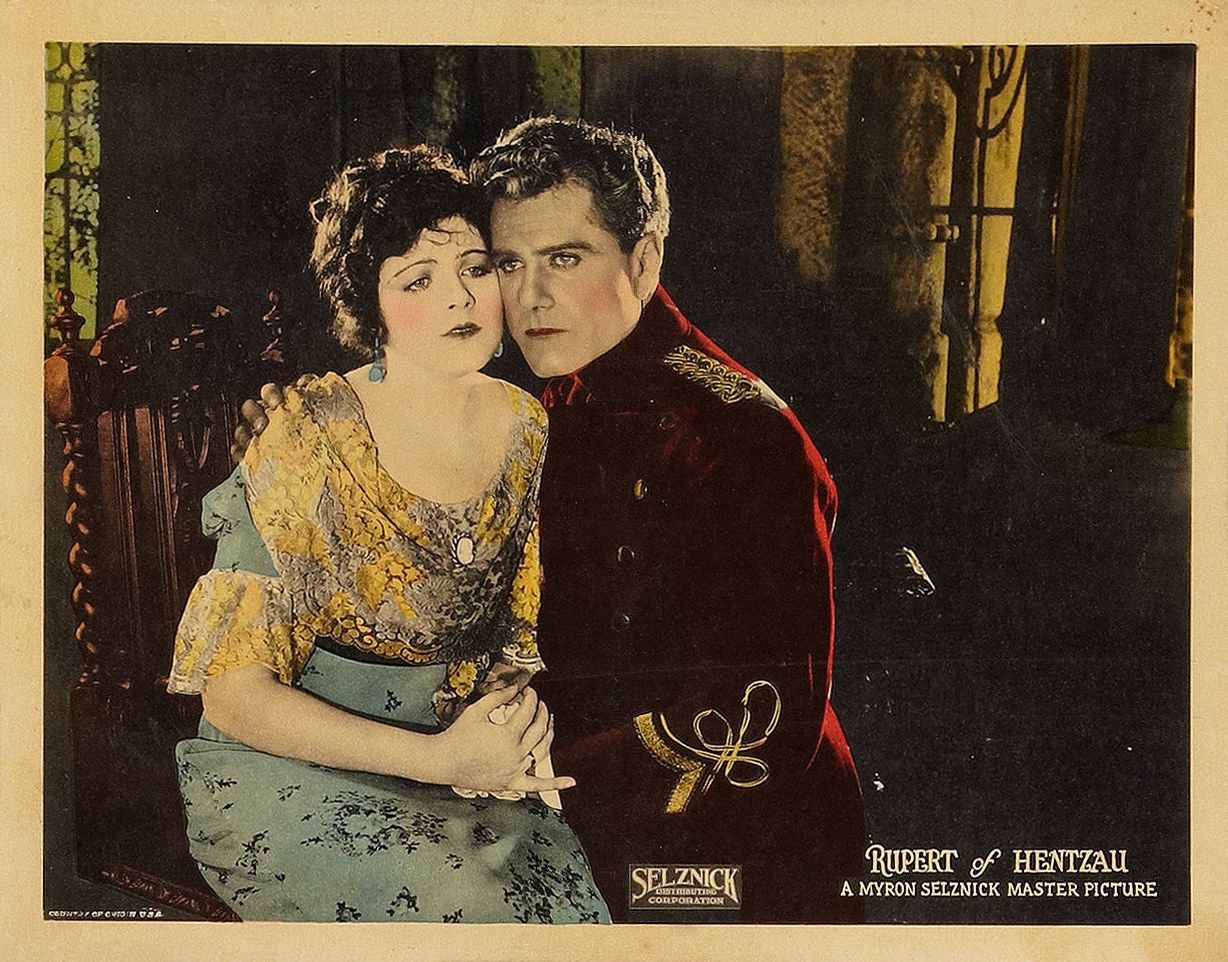

Nato a Pittsburgh, in Pennsylvania, Selznick era il figlio del regista Lewis J. Selznick e fratello del famoso produttore David O. Selznick. Da giovane, Myron Selznick imparò l'attività di produzione cinematografica da suo padre e lavorò per la compagnia cinematografica sempre del padre come supervisore alla produzione.
Nel dicembre del 1918, mentre la pubblicità paterna stava diminuendo, firmò un contratto con Olive Thomas per $ 1,000 alla settimana e mise di nuovo in luce il nome dei Selznick. Poiché all'epoca era ancora minorenne, sua madre dovette firmare il contratto a suo nome. 
Dopo che la compagnia del padre fu chiusa nel 1925, Selznick lavorò per altri studi, principalmente come consulente di produzione. Tuttavia, con le sue connessioni industriali e aiutato dalla crescita di suo fratello come uno dei più potenti produttori cinematografici di Hollywood, vide un'opportunità di business e si mise come agente di talento. Collaborando con Frank Coleman Joyce, il fratello dell'attrice Alice Joyce, formarono la Joyce-Selznick, Ltd., la prima agenzia di talenti di Los Angeles.
L'agenzia ebbe un tale successo che 20th Century Fox finì per metterlo al bando per la preoccupazione di gonfiare gli stipendi di molti attori.

## Vita privata
Selznick sposò Marjorie Daw nel 1925; la coppia divorziò nel 1942. Possedeva un cavallo da corsa, Thoroughbred, che si posizionò al terzo posto nel Kentucky Derby del 1938.

## Morte
Myron Selznick morì nel 1944, all'età di 45 anni, e fu sepolto all'Hollywood Memorial Park Cemetery (ora Hollywood Forever Cemetery) a Hollywood vicino alle sedi della Paramount e della R.K.O.. Al suo funerale parteciparono anche Walter Wanger e l'attore William Powell, che lesse l'orazione funebre. Più tardi quell'anno fu disinterrato e sepolto in una cripta al Forest Lawn Memorial Park Cemetery, Glendale, California, dove venne poi sepolto anche suo fratello David.

## Filmografia

### Produttore
- Upstairs and Down, regia di Charles Giblyn (1919)
- Sperduti sull'Oceano (Reported Missing), regia di Henry Lehrman (1922)